# Mochudi
Mochudi är en stad i sydöstra Botswana, och är den administrativa huvudorten för distriktet Kgatleng.